# Bas-Intyamon
Bas-Intyamon (toponimo francese) è un comune svizzero di 1 387 abitanti del Canton Friburgo, nel distretto della Gruyère.

## Storia
Il comune di Bas-Intyamon è stato istituito il 1º gennaio 2004 con la fusione dei comuni soppressi di Enney, Estavannens e Villars-sous-Mont; capoluogo comunale è Enney.

## Società

### Evoluzione demografica
L'evoluzione demografica è riportata nella seguente tabella:
Abitanti censiti

## Geografia antropica
Le frazioni di Bas-Intyamon sono:
- Enney[4]
- Estavannens[5]
  - Estavannens-Dessous
  - Estavannens-Dessus
- Villars-sous-Mont[6]

## Infrastrutture e trasporti
Bas-Intyamon è servito dalle stazioni di Enney e di Estavannens sulla ferrovia Palézieux-Bulle-Montbovon.